# Claudia Grammelspacher
Claudia Grammelspacher (* 1. Juni 1971 in Freiburg im Breisgau, Deutschland) ist eine deutsche Kickbox/Box-Weltmeisterin und -Trainerin.

## Leben
1992 kam Grammelspacher mit 21 Jahren zufällig zum Jiu Jitsu. 2004 kamen die Sportarten Boxen und Kickboxen hinzu. 2008 eröffnete die Sportlerin den Kampfsportverein Fightclub Freiburg und 2011 die Kampfsportschule Fightclub Emmendingen.

## Trainerin
- Jiu Jitsu, 2. Dan
- Kickboxen, 2. Dan (Trainerschein C der World Kickboxing and Karate Union (WKU); Kampfrichterausbildung der WKU; Mitglied des deutschen Nationalteams 2008–2015)
- Boxen (Trainerschein C des Dt. Olympischen Sportbundes (DOSB))

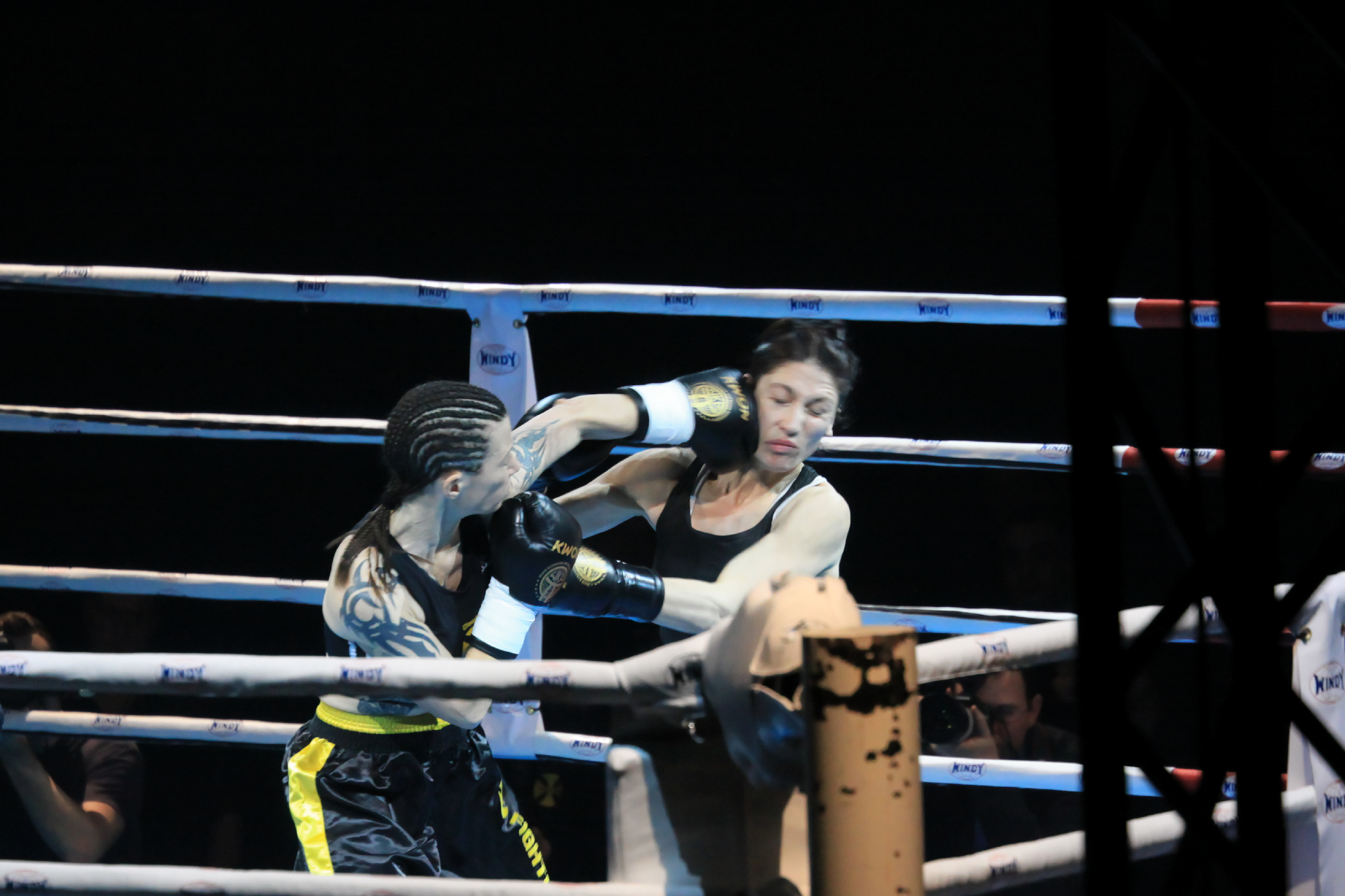
Claudia Grammelspacher Europameisterschaft 2011

- Power Fitness

## Erfolge als Kämpferin

### Profi-Kickboxen
- Weltmeisterin im Kickboxen 2011 (WKF)[3]
- Europameisterin im Kickboxen 2011 (WKU)

### Amateur-Kickboxen
- 7× Weltmeisterin im Kickboxen 2009, 2010, 2014, 2015[4]
- 6× Vizeweltmeisterin 2008, 2010, 2014, 2015 (WKU)
- Mehrere deutsche Titel im Kickboxen 2008–2014 (WKU, ISKA, WKF, A.F.S.O., WFMC)
- Süddeutsche Meisterin im Boxen 2007 (BVBW)